# God of War: Chains of Olympus
God of War: Chains of Olympus ist ein 2008 veröffentlichtes Action-Adventure für die PlayStation Portable und ist der chronologisch gesehen zweite Teil der Reihe. Die Handlung spielt ca. sechs Monate vor God of War und handelt von Kratos’ Kampf gegen Atlas und Persephone, sowie der Wiedervereinigung mit seiner Tochter. Es ist eines der höchstbewerteten Spiele für die PlayStation Portable.

## Handlung
God of War: Chains of Olympus beginnt in der Stadt Attica, in der Kratos gegen die persische Armee kämpft. Nachdem Kratos den persischen König besiegt und so die Stadt gerettet hat, wird er Zeuge, wie die Sonne vom Himmel fällt und die Erde in Dunkelheit stürzt. Kratos begibt sich daraufhin in Richtung des am Horizont sichtbaren Rest Lichtes der Sonne und kämpft sich dabei durch die Stadt Marathon. Er findet so den Tempel von Helios und dessen Sonnenwagen. Von Athena erfährt er, dass Helios verschwunden ist und Morpheus im Begriff ist die Macht zu ergreifen. Er kämpft sich daraufhin durch den Tempel bis zu Eos, von der er erfährt, dass Helios vom Titanen Atlas entführt wurde. Mittels des urzeitlichen Feuers belebt er die Feuerrosse und begibt sich in Richtung Unterwelt.

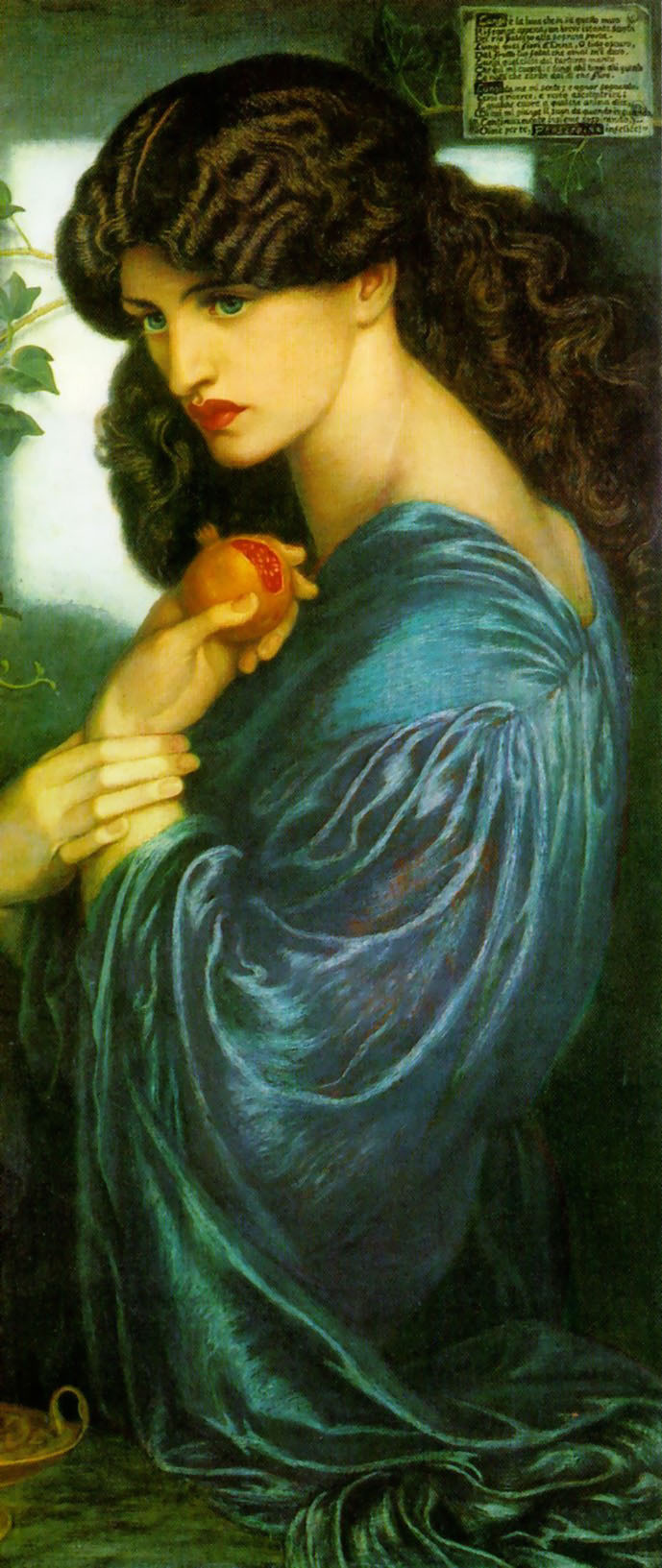
Die Hauptantagonistin des Spiels ist Persephone – Interpretation von Dante Gabriel Rossetti

Nach einem Kampf mit Charon landet Kratos dann im Tartaros, wo er Zeuge wird, wie Atlas von seinen Ketten befreit wird. Daraufhin begibt sich Kratos auf den Rückweg und landet im Tempel von Persephone, wo er seine Tochter Calliope sieht und ihr daraufhin folgt. Nachdem er von Persephone erfährt, dass seine Tochter auf den elyseischen Feldern ist, entledigt er sich seiner Waffen und seiner Macht und wird wieder zu einem normalen Menschen. Persephone erläutert ihm daraufhin, dass sie Atlas befreit hat und plant, die Pfeiler der Erde zu zerstören. Kratos tötet daraufhin sämtliche Seelen auf den elyseischen Feldern, um seine Macht zurückzubekommen und stellt sich dem Kampf mit Persephone. Während des Kampfes, der an den Pfeilern der Erde stattfindet, kettet Kratos Atlas an das Dach der Unterwelt. Nachdem Kratos Persephone besiegt hat, explodiert diese und zerstört die Pfeiler der Erde, Atlas ist somit zur Stütze der Welt geworden. Kratos bringt Helios daraufhin zurück an den Himmel.

## Spielprinzip und Technik
Die Spielmechaniken sind nahezu identisch zu God of War. Der Spieler kann schwache und starke Attacken mittels seiner Waffen austeilen und selbige zu Combos aneinanderreihen. Zusätzlich stehen ihm Spezialattacken zur Verfügung, die über gesammelte Erfahrungspunkte freigeschaltet und verbessert werden können. Lebensenergie und Magie können durch blaue und grüne Orbs wieder aufgefüllt werden. Bei Kämpfen gegen Gegner errichtet sich eine Barriere, die erst wieder verschwindet, wenn sämtliche Gegner besiegt sind. Bei Bosskämpfen oder Kämpfen gegen stärkere Gegner kommen außerdem Quick-Time-Events zum Einsatz. Neben Kämpfen gibt es auch vereinzelte Rätseleinlagen, die meist durch das Verschieben von Gegenständen gelöst werden können.
Da die PlayStation Portable keinen zweiten Analogstick besitzt, wird das Ausweichen hier durch Gedrückthalten der Schultertasten und Betätigen des ersten Analogsticks erreicht.

## Rezeption
Kritiken zu God of War: Chains of Olympus fielen sehr positiv aus. Von vielen Magazinen wurde es als bester PlayStation-Portable-Titel gewertet, besonders Grafik und Präsentation beeindruckten durch ihre Nähe zu den Play-Station-2-Vorgängern. Kritisiert wurden unter anderem die sich häufig wiederholenden Gegnerhorden sowie der Mangel an grundlegenden Neuerungen.

## God of War Collection Volume II
Am 16. September 2011 wurde das Spiel in Deutschland zusammen mit dem ebenfalls für die PlayStation Portable erschienenen God of War: Ghost of Sparta in HD überarbeitet unter dem Namen God of War Collection Volume II für die PlayStation 3 veröffentlicht. Dabei wurde die Auflösung auf 720p erhöht und Anti-Aliasing sowie ein optionaler 3D-Modus (stereoskopisch) und freischaltbare PSN-Trophäen hinzugefügt, außerdem wurden die Steuerung an den DualShock-3-Controller der Playstation 3 angepasst.